# Gotfryd VII z Louvain
Gotfryd VII (II) (ur. ok. 1105 r., zm. w 1142 r.) – książę Dolnej Lotaryngii jako Gotfryd VII i landgraf Brabancji jako Gotfryd II od 1139 r. z dynastii z Louvain.

## Życie
Gotfryd był najstarszym synem księcia Dolnej Lotaryngii i landgrafa Brabancji Gotfryda VI Brodatego i jego pierwszej żony Idy, córki hrabiego Chiny Ottona II. W 1139 r. odziedziczył po ojcu Brabancję, ale także dzięki bliskim związkom z królem Niemiec Konradem III utracony wcześniej przez ojca tytuł księcia Dolnej Lotaryngii (po śmierci Walrama II z Limburgii). Co prawda syn Walrama, Henryk II próbował walczyć o utracony tytuł, ale szybko uznał wyższość Gotfryda.

## Rodzina
Około 1139 r. Gotfryd poślubił Liutgardę z córką Berengara, hrabiego Sulzbachu, siostrę królowej Niemiec Gertrudy z Sulzbachu. Jedynym ich dzieckiem był następca Gotfryda w Dolnej Lotaryngii i Brabancji, Gotfryd VIII. Po rychłej śmierci Gotfryda Liutgarda ponownie wyszła za mąż, za Hugona z Dagsburga. Gotfryd VIII, mimo iż był dzieckiem, został uznany przez króla Konrada III za dziedzica Gotfryda VII.